# De Ronde Venen
De Ronde Venen es un municipio de la Provincia de Utrecht de los Países Bajos.

## Galería

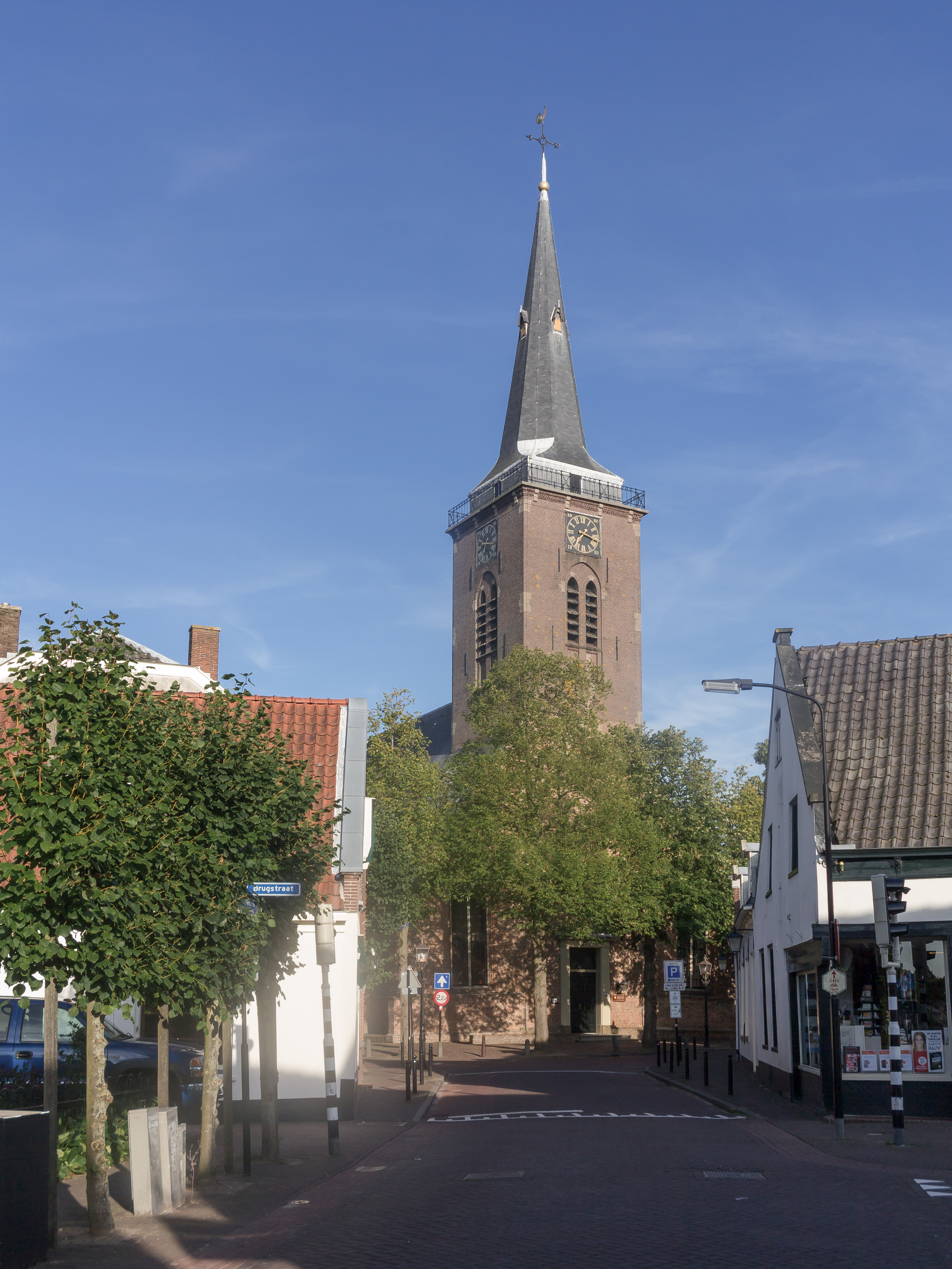
Abcoude, la iglesia: de Dorpskerk
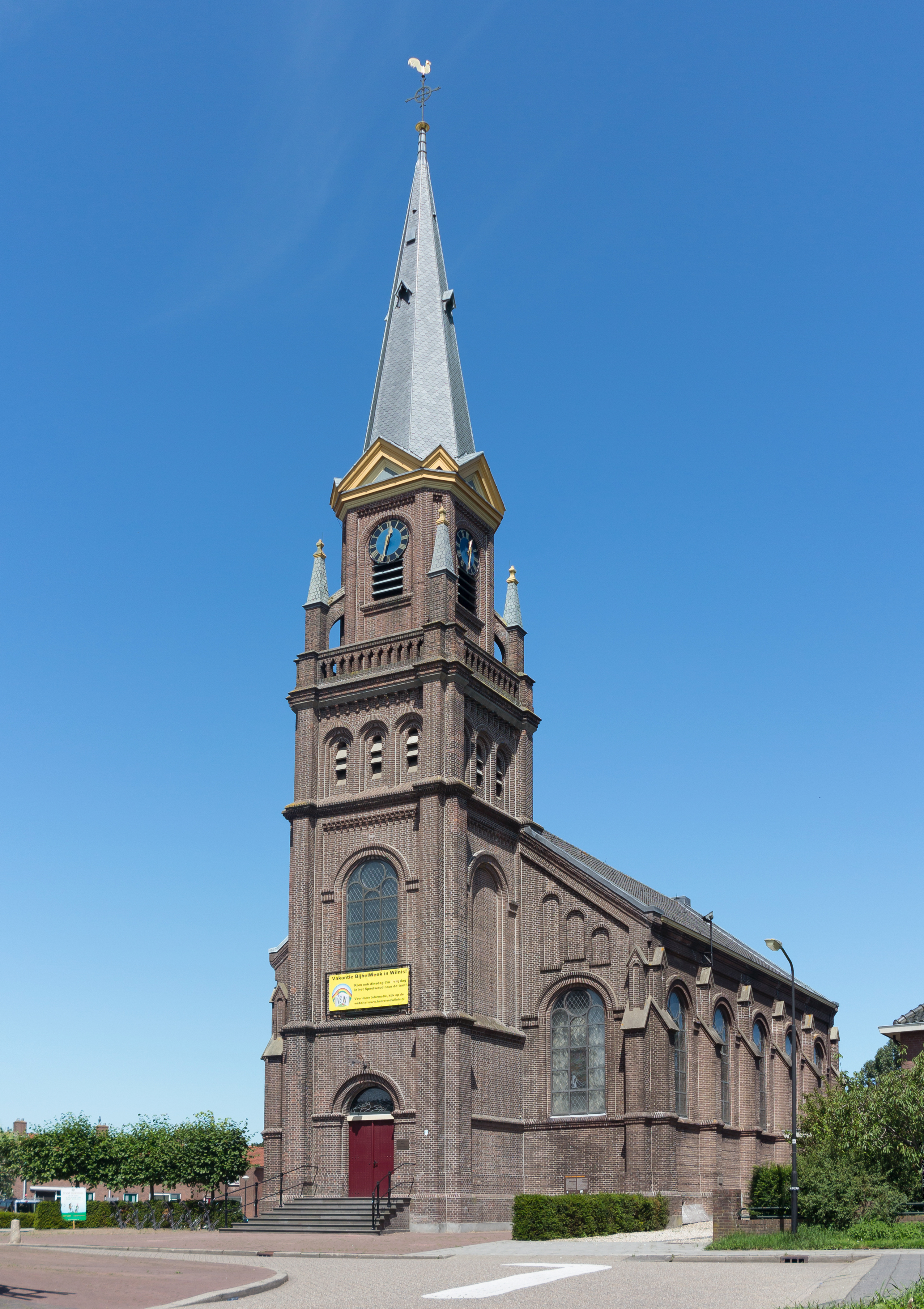
Wilnis, la iglesia protestante
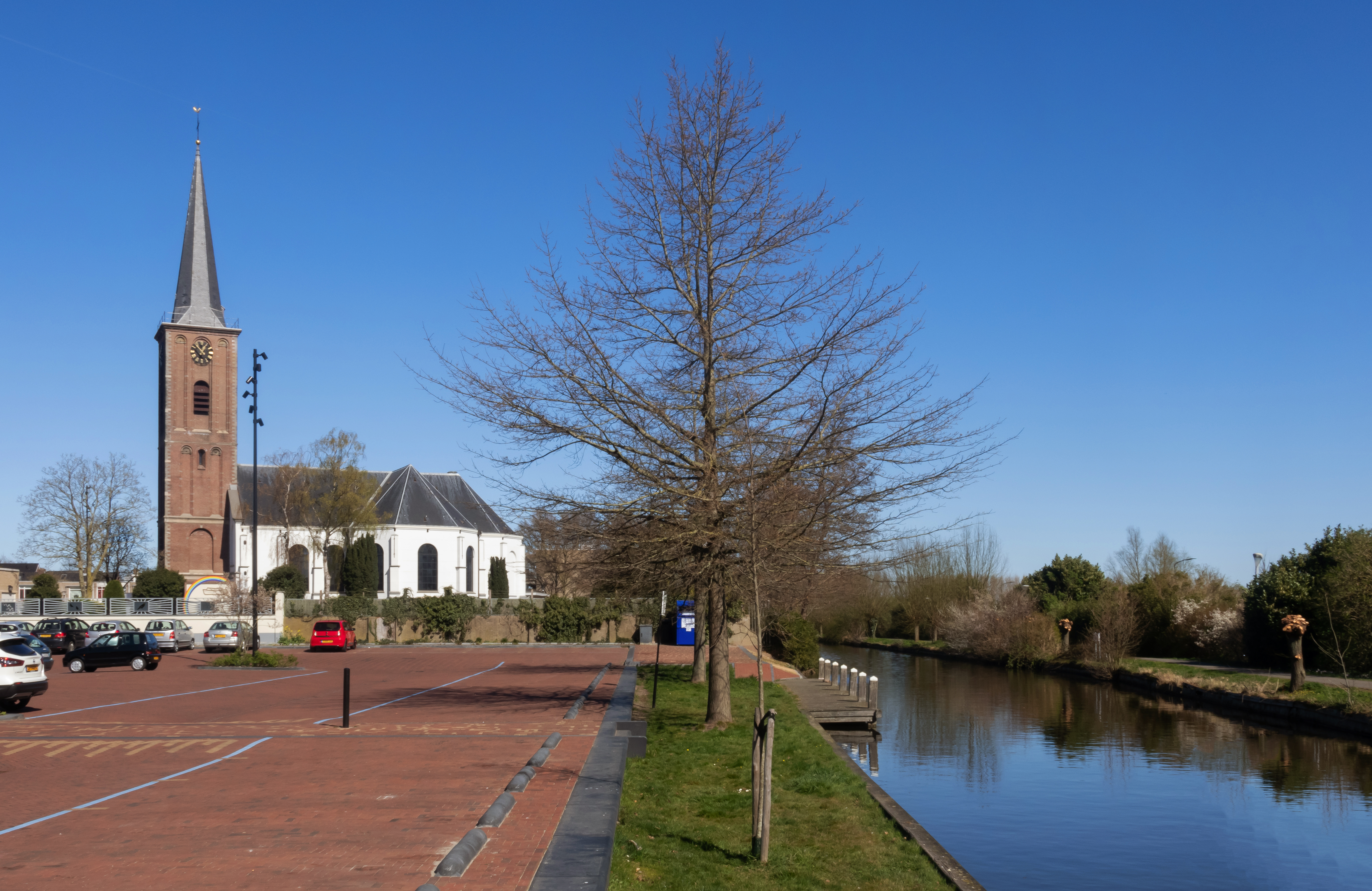
Mijdrecht, la iglesia (Janskerk)
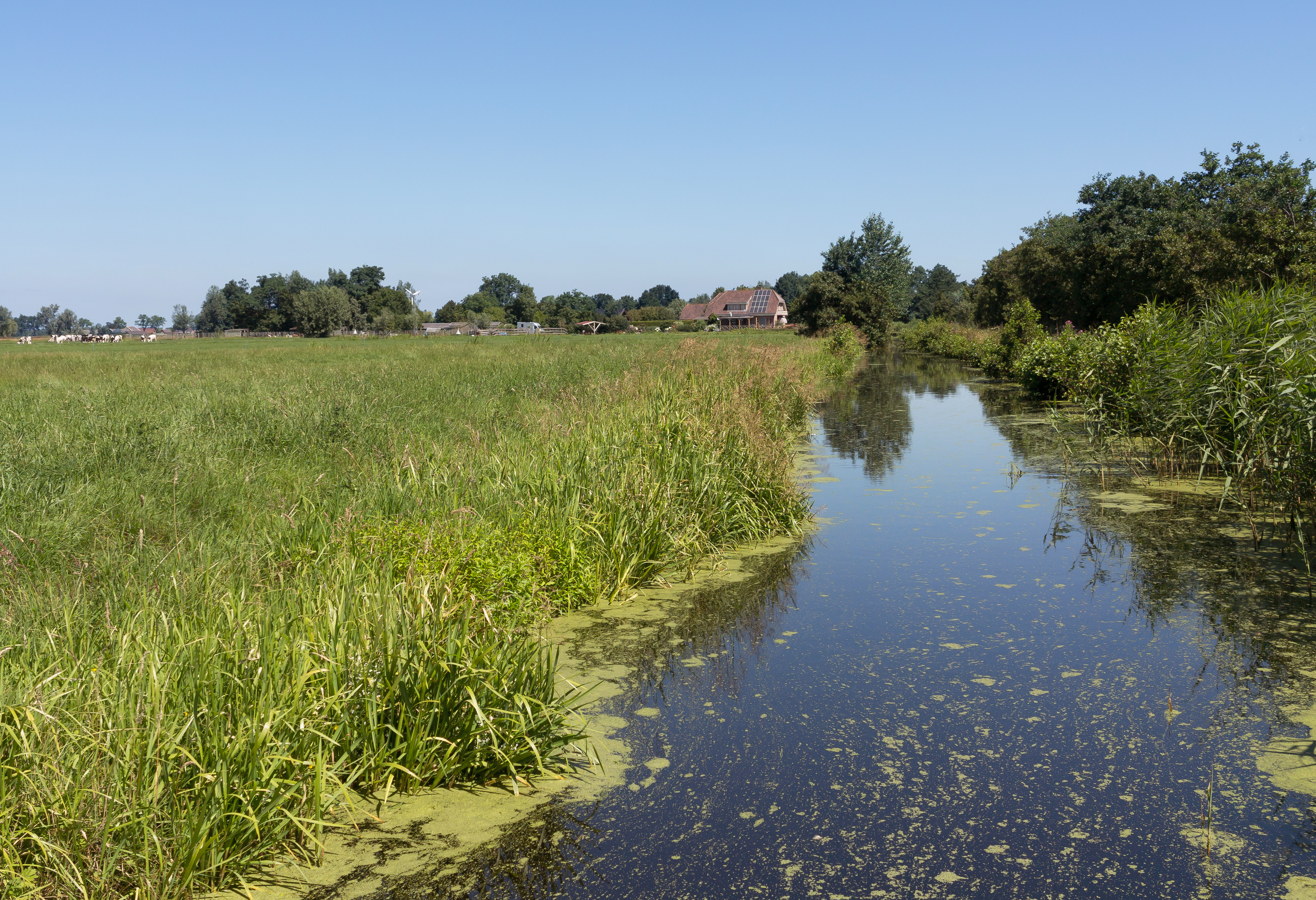
Wilnis, el Veldwetering desde la Wilnisse Zuwe
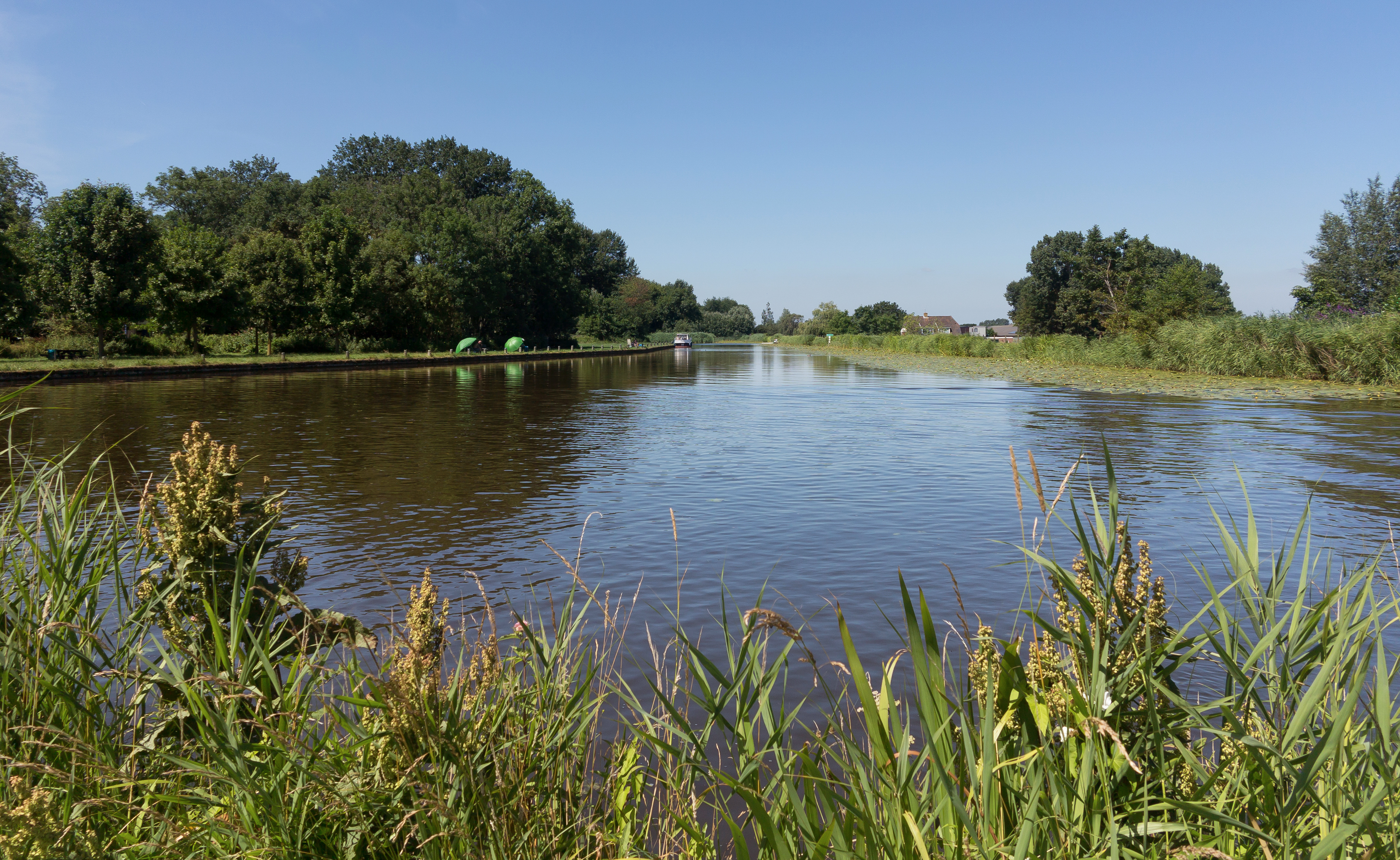
Wilnis, el Bovendijk desde la Wilnisse Zuwe
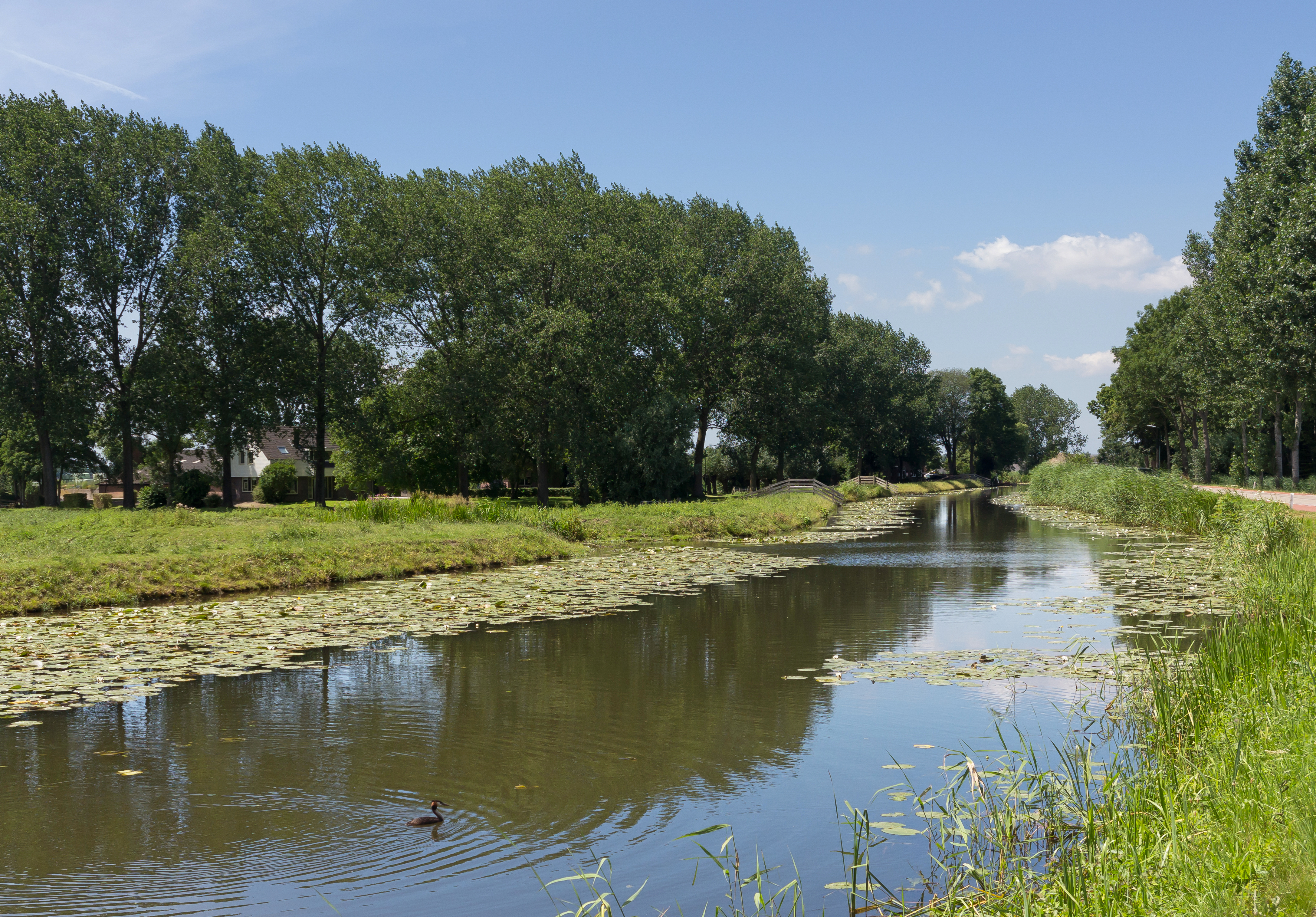
entre Baambrugge y Loenersloot, el rio: de Angstel